# Parlamentswahl in der Türkei 1923
Die Parlamentswahl in der Türkei 1923 war eine allgemeine Wahl, die am 28. Juni 1923 in der Türkei stattfand.
Es war die letzte Parlamentswahl vor der Gründung der Republik Türkei durch die große Verfassungsänderung vom 29. Oktober 1923. Nachdem bereits am 1. November 1922 das Sultanat abgeschafft worden war, wurde am 29. Oktober 1923 schließlich die Türkische Republik proklamiert. Mit dem Erlass über die Abschaffung des Sultanats wurde die Parallelität zum osmanischen System, die seit dem Erlass der Türkischen Verfassung von 1921 bestand, aufgehoben.
Zu der Wahl am 28. Juni 1923 war nur die Gesellschaft zur Verteidigung der Rechte von Rumelien und Anatolien zugelassen. Diese wurde am 9. September 1923 umbenannt in Volkspartei (Halk Fırkası).
Nach der Wahl wurde am 24. Juli 1923 der Friedensvertrag von Lausanne unterzeichnet, der auch den Abzug aller ausländischen Besatzungstruppen beinhaltete. Als diese abgezogen waren, wurde am 29. Oktober 1923 die Republik Türkei ausgerufen und es begann die kemalistische Kulturrevolution.